# Enrico Zuccalli

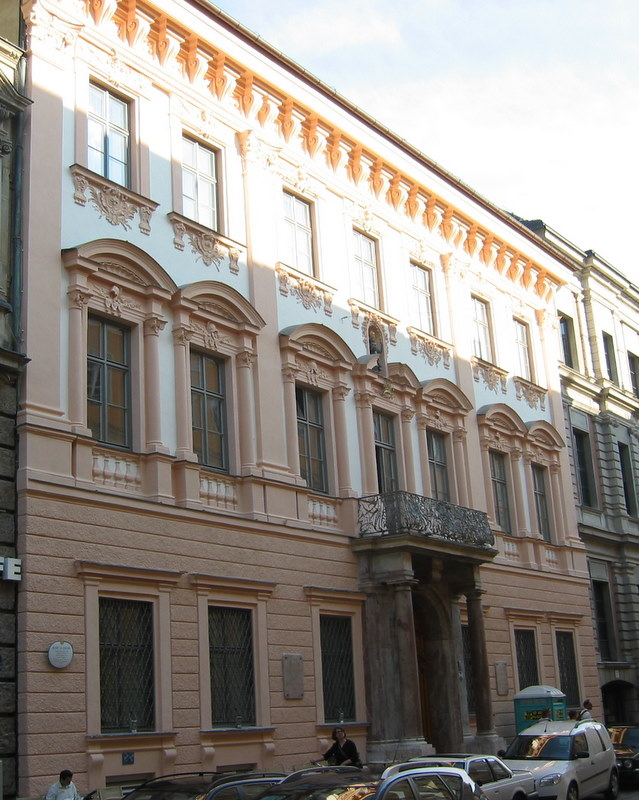
Palais Porcia, Monaco di Baviera

Enrico Zuccalli (Roveredo, 1642 – Monaco di Baviera, 8 marzo 1724) è stato un architetto svizzero.

## Biografia
Fu attivo in Baviera e divenne uno dei più importanti architetti di Monaco di Baviera.
Nel 1673 subentrò a Agostino Barelli in qualità di architetto del principe elettore e continuò i lavori per la Theatinerkirche, iniziata dallo stesso Barelli, con la costruzione della cupola e dei campanili in facciata.
Sempre a Monaco si occupò del Palazzo Porcia (1693), fu impegnato nel cantiere del Castello di Nymphenburg e lavorò nel Castello di Schleißheim. Alla fine del Seicento operò sia a Bruxelles che a Liegi.
Nel 1695 cominciò a Bonn, su incarico del Principe elettore Giuseppe Clemente di Baviera, la ricostruzione del Kurfürstliches Palais (Palazzo del Principe Elettore), oggi edificio principale dell'Università di Bonn. Tra il 1710 ed il 1726 seguì la ricostruzione dell'Abbazia di Ettal.